# Ya tabtab...Wa dallaa
Ya tabtab...Wa dallaa (in lingua araba يا طبطب ... ودلع) è un album in studio della cantante libanese Nancy Ajram, pubblicato nel 2006.

## Tracce
1. Ya Tabtab wa Dallaa – 4:22
2. Ehsass Jdeed – 4:30
3. Moegabah – 3:37
4. Moshtaga Leik – 3:28
5. Ana Yalli Bhebbak – 3:28
6. Ashtiki Menno – 3:24
7. Ooh Hansaki – 5:24
8. Elli Kan – 4:32
9. ya ssi sayed